# 得耳布尔站
得耳布尔站，位于中华人民共和国内蒙古自治区呼伦贝尔市根河市得耳布尔镇，是朝乌铁路上的火车站，建于1966年，由中国铁路哈尔滨局集团管辖。

## 歷史
- 建于1966年。

## 車站周邊
- 得耳布尔镇人民政府
- 得耳布尔汽车站

## 外部連結
- 中国铁路客户服务中心 （页面存档备份，存于）